# Josefa Francisco
Josefa „Gigi” Francisco (ur. 1954, zm. 22 lipca 2015) – filipińska aktywistka na rzecz praw kobiet i równości płci. Koordynatorka generalna Organizacji Na Rzecz Rozwoju Alternatyw Dla Kobiet W Nowej Erze (DAWN), współpracownica Organizacji Narodów Zjednoczonych (ONZ), dyrektorka wykonawcza Instytutu Kobiet i Płci (WAGI) i pracownica naukowa Uniwersytetu Miriam w Quezon City.

## Życiorys
Francisco zajmowała się zagadnieniami sprawiedliwości społecznej i obroną praw kobiet. W latach 1998–2002 była członkiem ISIS International, organizacji działającej na rzecz praw kobiet na arenie międzynarodowej. Później dołączyła do Instytutu Kobiet i Płci (WAGI) jako dyrektorka wykonawcza organizacji. WAGI organizowało różne kursy online na temat praw kobiet. Była generalnym koordynatorem Na Rzecz Rozwoju Alternatyw Dla Kobiet W Nowej Erze (ang. Organization for Development Alternatives for Women in a New Era, DAWN). Jako członek DAWN współpracowała w latach 2008–2014 z Organizacją Narodów Zjednoczonych (ONZ) nad ich projektami dotyczącymi kobiet Azji i Pacyfiku. Współpraca doprowadziła do wydania publikacji „Przyszłość, jakiej pragną kobiety z Azji i Pacyfiku”. 
Była przewodniczącą Departamentu Stosunków Międzynarodowych na Uniwersytecie Miriam w Quezon City. Głównymi obszarami jej badań naukowych była płeć, ubóstwo, rozwój i ruch feministyczny, a rezultaty jej pracy miały wkład w budowanie teorii i praktyki feminizmu.
Zmarła po krótkiej chorobie.